# 중화인민공화국 사법부
중화인민공화국 사법부(중국어 간체자: 中华人民共和国司法部, 정체자: 中華人民共和國司法部, 병음: Zhōnghuá Rénmín Gònghéguó Sīfǎbù) 또는 간단하게 사법부는 중화인민공화국 국무원 소속의 사법 기관이다.

## 같이 보기
- 중화민국 법무부
- 중화인민공화국의 사법 제도
- 중화인민공화국의 법